# Melamanna
Melamanna o Melamenn fue un clan familiar de Islandia cuyo origen se remonta al establecimiento de la «quinta corte» (fimtardómr) del Althing en 1006. El goðorð dominaba Melasveit (Melar) en la región de Borgarfjörður, llegando a cubrir Miðfjörð. La genealogía del clan se encuentra conservada en el manuscrito Melabók.